# Montaiguët-en-Forez
 Montaiguët-en-Forez  es una población y comuna francesa, situada en la región de Auvernia, departamento de Allier, en el distrito de Vichy y cantón de Le Donjon.

## Demografía
| 592 | 564 | 473 | 404 | 357 | 320 |
| Para los censos de 1962 a 1999 la población legal corresponde a la población sin duplicidades (Fuente: INSEE [Consultar]) |     |     |     |     |     |